# غوردون ليون
غوردون ليون (بالإنجليزية: Gordon Lyon)‏ هو كاتب ومهندس ومطور برمجيات أمريكي، ولد في القرن العشرين في كاليفورنيا في الولايات المتحدة.

## وصلات خارجية
- الموقع الرسمي